# Mestres Catalans Antics
Mestres Catalans Antics és una col·lecció de música impresa (partitures) que, amb el subtítol de 'Quaderns dels Fons Musicals de Catalunya', té l’objectiu prioritari de posar a l’abast d'estudiosos i intèrprets una col·lecció de música impresa vinculada amb les institucions curadores dels fons musicals de Catalunya, a fi de donar a conèixer de forma periòdica els «tresors» significatius que custodien els fons musicals catalans. La col·lecció està dirigida pels musicòlegs Bernat Cabré i Cercós i Josep Maria Gregori i Cifré i proposa per a cada volum una selecció d’obres d’un autor o d'un repertori conservat en un mateix fons.
Per a dur a terme aquest objectiu, 'Mestres Catalans Antics' compta amb la implicació dels editors (Tritó, entre 2013 i 2014, i Ficta, a partir de 2015), els projectes 'Inventari dels Fons Musicals de Catalunya' IFMuC del Departament d'Art i Musicologia de la UAB i Fontes Musicæ Cataloniæ de l'Institut d'Estudis Catalans, el suport de la Societat Catalana de Musicologia, i de les institucions, eclesiàstiques i civils, curadores dels fons. La col·lecció neix com a complement necessari imprescindible de l'IFMuC per a la recuperació efectiva del patrimoni musical català i ofereix edicions crítiques però pràctiques que són de gran utilitat tant per a estudiosos com per a intèrprets i inclouen un estudi a mode de prefaci, on es contextualitza l'obra i l'autor, referit en tres idiomes (català, castellà i anglès).
|          | Compositor/s | Contingut                                                                             | Curador/s                                              | Fons                                                                       |
| -------- | --- | ------------------------------------------------------------------------------------- | ------------------------------------------------------ | -------------------------------------------------------------------------- |
| Volum 1  | Tomàs Milans i Godayol (1672 - 1742) | Cantates i “tonos” per a 1 i 2 veus amb instruments                                   | Josep Dolcet i Jordi Ribell                            | Fons musical de Sant Pere i Sant Pau de Canet de Mar (CnmSPP)              |
| Volum 2  | Tomàs Milans I Godayol (1672 - 1742) | “Aquel buen pastor” - Sarsuela per a 3 veus i instruments                             | Jordi Ribell                                           | Fons musical de Sant Pere i Sant Pau de Canet de Mar (CnmSPP)              |
| Volum 3  | Carles Baguer (1768 - 1808) | Contradanses, minuets i passapies per a orquestra                                     | Carme Monells i Xavier Pallàs                          | Fons musical de Sant Esteve d’Olot (OloSE)                                 |
| Volum 4  | Joan Crisòstom Ripollès (1678 - 1746) | Música eclesiàstica per a 1, 2, 4, 6 i 8 veus                                         | Josep Dolcet i Josep Maria Gregori                     | Fons musical de la catedral de Tarragona (TarC)                            |
| Volum 5  | - Tomàs Milans i Godayol (1672 - 1742) - Felip Olivelles (ca. 1650 - 1702)                                                                                       | La música en el traspàs de Sant Josep Oriol (1650-1702)                               | Josep Dolcet i Josep Maria Gregori                     | Biblioteca de Catalunya                                                    |
| Volum 6  | Tomàs Milans I Godayol (1672 - 1742) | Música eclesiàstica, per a 1, 2, 4, 6 i 8 veus                                        | Josep Dolcet i Pere Lluís Biosca i Josep Maria Gregori | Fons musical de la catedral de Girona (GirC)                               |
| Volum 7  | - Joan Pau Pujol (1570 - 1626) - Marcià Albareda (? - 1673) - Josep Reig (1595 - 1674) - Miquel Rosquelles (? - 1684)                                            | Obres polifòniques del segle XVII                                                     | Bernat Cabré i Cercós i Josep Maria Gregori            | Fons musical de Sant Pere i Sant Pau de Canet de Mar (CnmSPP)              |
| Volum 8  | - Joan Pau Pujol (1570 - 1626) - Pere Edigi Fontseca (s. XVII) - Pere Riquet (fl. 1598 - 1619) - Pere Beuló (fl. 1579 - 1584) - Joan Borgueres (fl. 1612 - 1616) | Himnes, motets i responsoris del manuscrit 59                                         | Bernat Cabré i Cercós                                  | Centre de Documentació de l’Orfeó Català. Col·lecció de música manuscrita  |
| Volum 9  | Pau Llinàs (ca. 1680 - 1749) | Magnificat, per a 5 veus i Missa, per a 6 veus                                        | Carles Badal                                           | Fons musical de Santa Maria del Pi (BarPI)                                 |
| Volum 10 | Pau Marsal (1761 - 1838) | Missa Pastoril, per a 4 veus i orgue                                                  | Joan Grimalt                                           | Fons musical de la catedral - basílica del Sant Esperit de Terrassa (TerC) |
| Volum 11 | Josep Gaz (1656 - 1713) | Música eclesiàstica en romanç, per a 1 i 4 veus i instruments                         | Xavier Daufí                                           | Fons musical de la catedral de Girona (GirC)                               |
| Volum 12 | Joan Verdalet (1632 - 1691) | Missa, per a 8 veus i ministrers                                                      | Josep Maria Gregori                                    | Fons musical de Sant Pere i Sant Pau de Canet de Mar (CnmSPP)              |
| Volum 13 | Tomàs Milans i Godayol (1672 - 1742) | Motet per a l'entronització de Lluís I (1724)                                         | Jordi Rifé i Santaló                                   | Fons musical de la catedral de Girona (GirC)                               |
| Volum 14 | Joan Pau Pujol (1570 - 1626) | Missa, a 4 veus per als Diumenges d’Advent i Quaresma                                 | Bernat Cabré i Cercós                                  | Fons musical de la catedral de Girona (GirC)                               |
| Volum 15 | Francesc Valls (1665 - 1747) | Tonos, per a 1 i 2 veus i instruments (miscel·lània en homenatge a Francesc Bonastre) | Arnau Farré                                            | Fons musical de Sant Pere i Sant Pau de Canet de Mar (CnmSPP)              |
| Volum 16 | Josep Carcoler (1698 - 1776) | Motets, per a 1, 2 i 4 veus i instruments                                             | Xavier Pallàs                                          | Fons musical de Sant Esteve d’Olot (OloSE)                                 |
| Volum 17 | Antoni Milà (fl. 1743 - 1789) | Musica eclesiàstica per a 1, 2, 4, 5 i 8 veus i instruments                           | Montserrat Canela                                      | Fons musical de la catedral de Tarragona (TarC)                            |
| Volum 18 | Francesc Valls (1665 - 1747) | Cinc motets anònims atribuïts a Francesc Valls                                        | Sergi Casademunt                                       | Fons musical de la catedral de Barcelona. Biblioteca de Catalunya          |